# 哈迪兄弟
哈迪兄弟（英語：The Hardy Boyz），是美國職業摔角雙打組合，由現實生活中具有血緣關係的的親兄弟傑夫·哈迪（弟）與麥特·哈迪（兄）組成，他們目前分別受聘於世界摔角娛樂和全精英摔角（AEW）。
他們最初於1993年組隊在北卡羅萊那州的獨立摔角圈中闖蕩，並贏得了NWA 2000雙打冠軍，接著就在Organization of Modern Extreme Grappling Arts (OMEGA)摔角聯盟出道，也長期持有當時OMEGA的雙打冠軍頭銜。1998年兩人加入世界摔角娛樂，最初WWE安排Michael Hayes當他們的經紀人，但是很快的因為不合被換掉，之後他們短暫的讓David Heath、Terri Runnels分別成為經記人，直到最後由Lita擔任他們的永久經紀人（同時也是現實生活中的好友）。
哈迪兄弟以作風激烈出名，他們擅長打TLC比賽－桌子（Tables）、樓梯（Ladders）、椅子（Chairs）。摔角風格是大量使用凶器進行激烈的比賽，以及經常玩命般的表演高危險的飛行動作。他們拿下過6次世界雙打冠軍。